# Spas Dzjevizov
Spas Andrejev Dzjevizov (Bulgaars : Спас Андреев Джевизов) (Ploviv, 27 september 1955) is een voormalige Bulgaars voetballer en voetbalcoach. Hij heeft gespeeld bij Botev Plovdiv, CSKA Sofia, Omonia Nicosia, FK Minjor Pernik en EPA Larnaca.

## Loopbaan
In 1976 tot met 1984 speelde Dzjevizov een 205 wedstrijden voor CSKA Sofia, Hij scoorde ook nog 96 doelpunten. Dzjevizov won zelfs vier keer Bulgaars competitietitels, Bulgaars voetbalbekers.
Na zijn spelerscarrière werd Dzjevizov trainer van CSKA Sofia en Alki Larnaca.

## Internationale carrière
Dzjevizov maakt debuut op 21 september 1977 voor Bulgarije. Hij moest spelen tegen Turkije, hij heeft wedstrijd gewonnen met 3-0 waarin hij heeft een doelpunt gescoord.